# Slovenien i olympiska sommarspelen 2000
Slovenien deltog i de olympiska sommarspelen 2000 med en trupp bestående av 74 deltagare, 55 män och 19 kvinnor, och de tog totalt två medaljer.

## Medaljer

### Guld
- Iztok Čop och Luka Špik - Rodd, dubbelsculler
- Rajmond Debevec - Skytte, 50 m gevär 3 positioner

## Badminton
Damsingel
- Maja Pohar
  - 32-delsfinal — Bye
  - Sextondelsfinal — Förlorade mot Julia Mann från Storbritannien (→ gick inte vidare)

## Bågskytte
| Herrarnas individuella |                   |                   |         |
|                        | Peter Koprivnikar |                   |         |
| 32-delsfinal           | Förlorade mot     | Butch Johnson USA | 164-151 |

## Cykling

### Mountainbike
Herrarnas terränglopp
- Primož Strančar
  - Final — Varvad (→ 37:e plats)

- Rok Drašler
  - Final — DNF

### Landsväg
Herrarnas tempolopp
- Martin Hvastija
  - Final — 1:01:08.83 (→ 22:e plats)

Herrarnas linjelopp
- Andrej Hauptman
  - Final — 5:30:46 (→ 26:e plats)

- Uroš Murn
  - Final — 5:30:46 (→ 32:e plats)

- Martin Hvastija
  - Final — DNF

- Tadej Valjavec
  - Final — DNF

## Friidrott
Herrarnas 400 meter
- Matija Šestak
  - Omgång 1 — 45.95 (→ gick inte vidare)

Herrarnas 4 x 100 meter stafett
- Urban Acman, Bost Jan Fridrih, Matic Osovnikar och Matic Šušteršič
  - Omgång 1 — 39.25
  - Semifinal — DSQ (→ gick inte vidare)

Herrarnas 4 x 400 meter stafett
- Boštjan Horvat, Sergej Šalamon, Matija Šestak och Jože Vrtačič
  - Omgång 1 — 03:10.07 (→ gick inte vidare)

Herrarnas släggkastning
- Primož Kozmus
  - Kval — 68.83 (→ gick inte vidare)

Herrarnas längdhopp
- Gregor Cankar
  - Kval — 7.98 (→ gick inte vidare)

Herrarnas maraton
- Roman Kejžar
  - Final — 2:26:38 (→ 62:e plats)

Damernas 200 meter
- Alenka Bikar
  - Omgång 1 — 23.26
  - Omgång 2 — 23.01 (→ gick inte vidare)

Damernas 400 meter
- Brigita Langerholc
  - Omgång 1 — DNS (→ gick inte vidare)

Damernas 800 meter
- Brigita Langerholc
  - Omgång 1 — 02:01.89
  - Semifinal — 01:59.05
  - Final — 01:58.51 (→ 4:e plats)

Damernas 1 500 meter
- Helena Javornik
  - Omgång 1 — 04:18.18 (→ gick inte vidare)

Damernas 5 000 meter
- Helena Javornik
  - Omgång 1 — 16:09.60 (→ gick inte vidare)

Damernas 4 x 400 meter stafett
- Jolanda Čeplak, Brigita Langerholc, Meta Macuš och Aleksandra Prokofjev
  - Omgång 1 — 03:35.00 (→ gick inte vidare)

Damernas spjutkastning
- Evfemija Štorga
  - Kval — 54.94 (→ gick inte vidare)

Damernas tresteg
- Anja Valant
  - Kval — 14.36
  - Final — 13.59 (→ 9:e plats)

## Kanotsport
Slalom
Herrar
Herrarnas K-1 slalom
- Fedja Marušič
  - Kval — 258,10
  - Final — 281,99 (→ 15:e plats)

- Dejan Kralj
  - Kval — 258,29
  - Final — 228,08 (→ 10:e plats)

Herrarnas C-1 slalom
- Simeon Hočevar
  - Kval — 274,25
  - Final — 240,64 (→ 7:e plats)

Damer
Damernas K-1 slalom
- Nada Mali
  - Kval — 325,45 (→ gick inte vidare)

## Rodd
Herrarnas dubbelsculler
- Luka Špik och Iztok Čop, tog

Herrarnas tvåa utan styrman
- Miha Pirih och Gregor Sračnjek

Herrarnas fyra utan styrman
- Janez Klemenčič
- Milan Janša
- Rok Kolander
- Matej Prelog

## Segling
470
- Tomaž Čopi och Mitja Margon
  - Lopp 1 — (23)
  - Lopp 2 — 13
  - Lopp 3 — 3
  - Lopp 4 — 4
  - Lopp 5 — 12
  - Lopp 6 — 13
  - Lopp 7 — (25)
  - Lopp 8 — 5
  - Lopp 9 — 15
  - Lopp 10 — 9
  - Lopp 11 — 4
  - Final — 78 (→ 9:e plats)

470
- Janja Orel och Klara Maučeč
  - Lopp 1 — 15
  - Lopp 2 — (19)
  - Lopp 3 — 12
  - Lopp 4 — (19)
  - Lopp 5 — 16
  - Lopp 6 — 2
  - Lopp 7 — 15
  - Lopp 8 — 11
  - Lopp 9 — 14
  - Lopp 10 — 15
  - Lopp 11 — 17
  - Final — 117 (→ 17:e plats)

Laser
- Vasilij Žbogar
  - Lopp 1 — 7
  - Lopp 2 — 6
  - Lopp 3 — 30
  - Lopp 4 — 19
  - Lopp 5 — (44) DNF
  - Lopp 6 — (33)
  - Lopp 7 — 12
  - Lopp 8 — 16
  - Lopp 9 — 31
  - Lopp 10 — 16
  - Lopp 11 — 5
  - Final — 142 (→ 19:e plats)

## Taekwondo
| Idrottare   | Gren             | Åttondelsfinaler     | Kvartsfinaler        | Semifinaer           | Återkval omg. 1      | Återkval omg. 2      | Final                | Final            |                  |
| Idrottare   | Gren             | Motståndare Resultat | Motståndare Resultat | Motståndare Resultat | Motståndare Resultat | Motståndare Resultat | Motståndare Resultat | Placering        |                  |
| ----------- | ---------------- | -------------------- | -------------------- | -------------------- | -------------------- | -------------------- | -------------------- | ---------------- | ---------------- |
| Marcel More | Herrarnas −80 kg | BYE                  | Livaja (SWE) L 2–4   | Gick inte vidare     | Gick inte vidare     | Gick inte vidare     | Gick inte vidare     | Gick inte vidare | Gick inte vidare |

## Tennis
| Spelare                        | Gren      | Omgång 1                                     | Åttondelsfinaler  | Kvartsfinaler     | Semifinaler       | Final / BM        | Final / BM       |
| Spelare                        | Gren      | Motståndare Poäng                            | Motståndare Poäng | Motståndare Poäng | Motståndare Poäng | Motståndare Poäng | Placering        |
| ------------------------------ | --------- | -------------------------------------------- | ----------------- | ----------------- | ----------------- | ----------------- | ---------------- |
| Tina Pisnik                    | Damsingel | Tanasugarn (THA) L 4-6, 3-6                  | Gick inte vidare  | Gick inte vidare  | Gick inte vidare  | Gick inte vidare  | Gick inte vidare |
| Katarina Srebotnik             | Damsingel | Habšudová (SVK) L 3-6, 6-7 (7-9)             | Gick inte vidare  | Gick inte vidare  | Gick inte vidare  | Gick inte vidare  | Gick inte vidare |
| Katarina Srebotnik Tina Križan | Damdubbel | Lichovtseva / Myskina (RUS) L 6-7 (4-6), 3-6 | Gick inte vidare  | Gick inte vidare  | Gick inte vidare  | Gick inte vidare  | Gick inte vidare |